# Кахр, Марек
Марек Кахр (эст. Marek Kahr; 9 декабря 1981, Таллин) — эстонский футболист, крайний защитник.

## Биография
Начал взрослую карьеру в клубе «Лелле СК», первые матчи сыграл весной 1998 года в рамках переходного турнира между высшей и первой лигами Эстонии. В высшем дивизионе дебютировал 18 июля 1998 года в составе «Лелле СК» в матче против «Лантаны». В 2000 году перешёл в «Валгу», в её составе забил свой первый гол в чемпионате — 30 мая 2000 года в ворота «Курессааре». С 2001 года в течение трёх лет играл за «Курессааре» в высшей и первой лигах.
В 2004 году перешёл в «Калев» (Таллин), игравший тогда во второй лиге, и со временем поднялся вместе с клубом в высший дивизион. За «Калев» выступал более 15 лет, с учётом игр за резервные команды, однако с конца 2000-х годов перестал регулярно играть за основу, выходя только на несколько матчей в каждом сезоне. За основной состав клуба сыграл 123 матча во всех лигах чемпионата Эстонии.
Всего в высшем дивизионе Эстонии сыграл 182 матча и забил один гол.
Победитель (2011) и третий призёр (2006) первой лиги Эстонии в составе «Калева», второй призёр первой лиги (2002) в составе «Курессааре».
Выступал за сборные Эстонии младших возрастов, провёл не менее 18 матчей.